# Fabian Blattman
Fabian John Blattman (Narrandera, 28 dicembre 1958) è un atleta paralimpico australiano.
Diventato disabile dopo un incidente motociclistico, ha iniziato a giocare a bocce per disabili, prima di dedicarsi all'atletica leggera. Come atleta paralimpico, ha stabilito diversi record mondiali e ha vinto due medaglie d'oro paralimpiche.

## Biografia
Blattman è nato il 28 dicembre 1958 nella città di Narrandera, nel Nuovo Galles del Sud. Ha frequentato la Springwood High School, poi ha lasciato la scuola nel 1975 per intraprendere un apprendistato. Un incidente in moto nel 1978 lo ha lasciato tetraplegico. In seguito all'incidente, ha trascorso diciotto mesi in riabilitazione presso il Mt Wilga Rehabilitation Centre di Hornsby, nel Nuovo Galles del Sud. Dopo la riabilitazione, Blattman si è trasferito a casa dei suoi genitori a Springwood. La casa è stata dotata di un ascensore per consentirgli di raggiungere la sua camera da letto al terzo piano. Blattman ha poi lasciato dalla casa dei suoi genitori, e viaggia in modo indipendente in tutto il mondo. Ha giocato a tennistavolo.

### Carriera sportiva
Blattman ha partecipato nel 1985 ai Royal North Shore Paraplegic Games nelle gare di bocce per disabili. In seguito, è passato all'atletica leggera paralimpica, partecipando ai Giochi paralimpici di Seul 1988 in cui ha gareggiato nella gara dei 200 metri. Nel 1989 e nel 1990 ha corso agli Stoke Mandeville Games mentre nel 1990 ha preso parte ai Campionati e Giochi mondiali per disabili di Assen, dove ha vinto due medaglie di bronzo nei 100 e 200 metri e una medaglia d'oro nella staffetta 4×100 metri. Ai Giochi paralimpici di Barcellona 1992 vince una medaglia d'argento e una di bronzo nelle gare a staffetta mentre ad Atlanta 1996 vince una medaglia d'oro nei 1500 metri, che gli vale la medaglia dell'Ordine dell'Australia, e una medaglia d'argento negli 800 metri. Nel 1998, Blattman è campione del mondo di maratona a Birmingham. A Sydney 2000, vince tre medaglie: un oro nei 400 metri, un argento nei 1500 metri e un bronzo negli 800 metri. Nello stesso anno, gli viene conferita una medaglia dello sport australiano.
Blattman ha vinto nove volte la Oz Day 10K Wheelchair Road Race categoria T51, ottenendo il primo successo nel 1992 e poi vincendo ininterrottamente dal 1995 al 2002. Dal 1994 al 2000 ha ricevuto una borsa di studio di atletica leggera all'Australian Institute of Sport. Il suo allenatore è stato Andrew Dawes, che ha allenato anche i campioni paralimpici Louise Sauvage e Greg Smith.

## Palmarès
| Anno | Manifestazione                            | Sede       | Evento           | Risultato | Prestazione | Note |
| ---- | ----------------------------------------- | ---------- | ---------------- | --------- | ----------- | ---- |
| 1990 | Campionati e Giochi mondiali per disabili | Assen      | 100 m piani T1   | Bronzo    |             |      |
| 1990 | Campionati e Giochi mondiali per disabili | Assen      | 200 m piani T1   | Bronzo    |             |      |
| 1990 | Campionati e Giochi mondiali per disabili | Assen      | 4×100 m T1       | Oro       |             |      |
| 1992 | Giochi paralimpici                        | Barcellona | 4×100 m TW1–2    | Argento   | 1'13"22     |      |
| 1992 | Giochi paralimpici                        | Barcellona | 4×400 m TS2      | Bronzo    | 4'54"88     |      |
| 1994 | Mondiali paralimpici                      | Berlino    | 400 m piani T50  | Bronzo    | 1'30"16     |      |
| 1994 | Mondiali paralimpici                      | Berlino    | 800 m piani T50  | Oro       | 2'56"33     |      |
| 1994 | Mondiali paralimpici                      | Berlino    | 1500 m piani T50 | Argento   | 5'33"52     |      |
| 1994 | Mondiali paralimpici                      | Berlino    | 5000 m piani T50 | Argento   | 18'44"98    |      |
| 1996 | Giochi paralimpici                        | Atlanta    | 800 m piani T50  | Argento   | 2'46"67     |      |
| 1996 | Giochi paralimpici                        | Atlanta    | 1500 m piani T50 | Oro       | 5'09"41     |      |
| 1998 | Mondiali paralimpici                      | Birmingham | 400 m piani T51  | Bronzo    | 1'31"51     |      |
| 1998 | Mondiali paralimpici                      | Birmingham | Maratona T51     | Oro       | 3'01"29     |      |
| 2000 | Giochi paralimpici                        | Sydney     | 400 m piani T51  | Oro       | 1'25"65     |      |
| 2000 | Giochi paralimpici                        | Sydney     | 800 m piani T51  | Bronzo    | 2'56"54     |      |
| 2000 | Giochi paralimpici                        | Sydney     | 1500 m piani T51 | Argento   | 5'13"47     |      |